# Samvetsfånge
Samvetsfånge (engelska: prisoner of conscience, POC) är ett begrepp som används av bland annat människorättsorganisationen Amnesty International för att beteckna personer som fängslats på grund av sin åsikt, ras, hudfärg, religion, språk, etnicitet, sexuell läggning, eller tro. De fångar som inte använt eller förespråkat våld och är fängslade enligt ovanstående definition kan adopteras av Amnesty International och organisationen bedriver då kampanjer för att personerna i fråga friges eller att deras behandling mildras.
Organisationen arbetar även för andra kategorier av fängslade som utsätts för behandling stridande mot internationell rätt, bland annat tortyr, dåliga fängelsevillkor samt även dödsstraff (oavsett anledning till domen).
För svenskt vidkommande sett ur historisk synvinkel är Johan Arckenholtz ett exempel på en samvetsfånge. Han sattes på fästning på "evärderlig tid" på Bohus fästning för sin kritik på grund av att Svenska Ostindiska Companiet erhöll tillstånd att bedriva handel med Kina. Dock fick han lämna fästningen efter två år.